# Doridella burchi
Doridella burchi är en snäckart som beskrevs av Ev. Marcus och Er. Marcus 1967. Doridella burchi ingår i släktet Doridella och familjen Corambidae. Inga underarter finns listade i Catalogue of Life.